# Bobby Greenlease
Robert Cosgrove "Bobby" Greenlease Jr. (3 de febrero de 1947 – 28 de septiembre de 1953) era el hijo de seis años de un comerciante millonario del automóvil llamado Robert Cosgrove Greenlease Sr., de Kansas City, Misuri.
Bobby fue víctima de un secuestro el 28 de septiembre de 1953, que desembocó en el pago del rescate más grande en la historia estadounidense hasta entonces. Sus secuestradores, aun así, no tenían ninguna intención de regresarle a su familia. Antes incluso de que la demanda de rescate fuera emitida, había sido asesinado por Carl Austin Hall y Bonnie Emily Brown Heady.
El caso fue el tema  de un episodio de 2014 en la serie Investigation Discovery's titulado A Crime to Remember (Season 2, Episode 8, "Baby Come Home").

## De fondo
El multimillonario Robert Greenlease hizo su fortuna al introducir los vehículos de General Motors en las Grandes Llanuras a principios del siglo XX. Era dueño de una amplia red de concesionarios de Texas a Dakota del Sur. Tenía 65 años y de su primer matrimonio solo un hijo adoptado cuando Bobby nació en 1947 de su segunda esposa mucho más joven, y los Greenlease le adoraban.
Se decía que Bobby era un niño confiado. Según el autor John Heidenry, cuyo libro Zero at the Bone: The Playboy, the Prostitute, and the Murder of Bobby Greenlease es un relato del caso, la secuestradora Bonnie Heady dijo que desde el momento en que apareció en su escuela diciendo ser su tía para llevarle porque su madre se había puesto enferma, Bobby simplemente tomó su mano e hizo todo lo que se le dijo que hiciera.

## Secuestro y asesinato

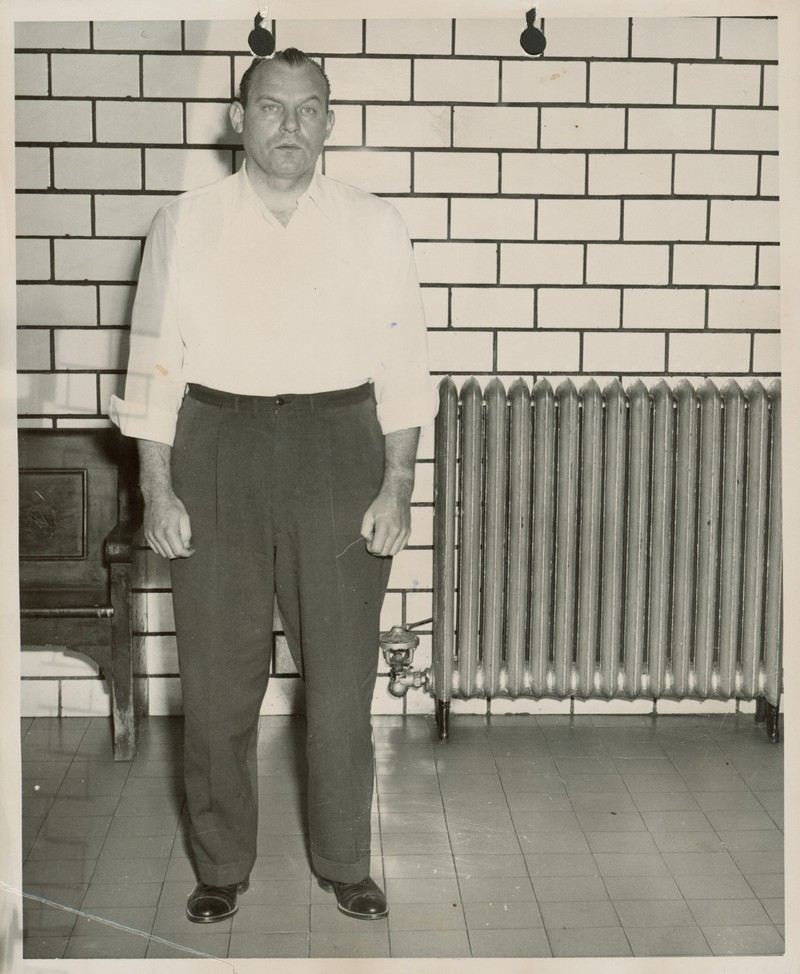
Fotografía de Carl Austin Hall.

En septiembre de 1953, Carl Austin Hall y su novia Bonnie Emily Brown Heady secuestraron a Bobby Greenlease de la escuela Notre Dame de Sion, un colegio católico localizado en Kansas City, Misuri.
Los secuestradores eran alcohólicos y adictos a los narcóticos que vivían juntos en las cercanías de St. Joseph, Misuri. A principios de los años 1930, Hall había asistido a la Kemper Military School en Boonville, Misuri, con Paul Robert Greenlease, el hermano mayor adoptado de Bobby. Hall, nacido en una familia acomodada pero que dilapidó su herencia cayendo en el alcoholismo y la delincuencia, había planeado durante años victimizar a la adinerada familia de su antiguo compañero de clase.
Heady fue a la escuela de Bobby, persuadiendo a una monja de que era su tía, y le dijo que su madre había sufrido un ataque al corazón. Entonces se lo llevó y la monja, preocupada por la salud de la señora Greenlease, llamó a casa para interesarse. Ella misma atendió el teléfono y así se descubrió la mentira.
Mientras, Hall y Heady condujeron con el niño a través de la frontera estatal hasta Johnson County, Kansas, donde Hall le disparó con un revólver, matándole.
Después del asesinato, Hall y Heady enviaron al padre de Bobby un mensaje que reclamaba un rescate de $600,000 ($6.8 millones actuales). Greenlease, tratando desesperadamente de salvar a su hijo, detuvo a la policía y el FBI, pagando el dinero. Hall y Heady recogieron el rescate y huyeron. En aquel tiempo fue el rescate más grande jamás pagado en la historia estadounidense, y no fue superado hasta el secuestro de Virginia Piper en 1972.
Hall se convenció de que la policía les rastrearía hasta St. Joseph, así que aleatoriamente decidió conducir hasta St. Louis.

## Arresto
Una vez en St. Louis, por la noche Hall abandonó a Heady ebria y dormida en una habitación alquilada, luego se trasladó a otro motel y se puso en contacto con asociados criminales para que le ayudaran a desviar la atención de la policía. Se suponía que una de las asociadas, una antigua prostituta llamada Sandra O'Day, volaría a Los Ángeles y desde allí enviaría una carta que Hall había escrito. Él creía que esto  desviaría la atención policial de St. Louis. Aun así, O'Day echó un vistazo al dinero del rescate y decidió desviar el suyo. La policía de St. Louis pronto se enteró de que Hall estaba haciendo alarde de una gran suma de dinero, y le trajeron para interrogarlo.
Hall finalmente implicó a Heady. La policía encontró a Heady en un apartamento en el 4504 de Arsenal Street y el cuerpo de Bobby enterrado en una tumba superficial en el patio trasero de la casa de la pareja. Bobby Greenlease fue más tarde enterrado en un mausoleo en el Forest Hill Cemetery en Kansas City, Misuri.

## Ejecución
El secuestro y asesinato escandalizaron a la nación y pronto dieron lugar a acusaciones federales para Hall y Heady. Ambos se declararon culpables de secuestro y asesinato, y fueron ejecutados juntos en la cámara de gas de la Penitenciaría Estatal de Misuri el 18 de diciembre de 1953.
Heady fue una de las dos únicas mujeres desde 1865 en ser ejecutadas por las autoridades federales. La otra fue Ethel Greenglass Rosenberg. Como el gobierno federal no tenía instalaciones de ejecución, utilizó las instalaciones estatales de Misuri para llevar a cabo la ejecución.
Sólo $288.000 del dinero del rescate pudo ser recuperado. El paradero de los desaparecidos $312.000 fue tema de amplia especulación. Algunas de las teorías propuestas son:
- El taxista que llevó a Hall al Coral Court Motel había avisado al jefe de la mafia Joe Costello.[5]
- Hall intentó sin éxito enterrar el dinero en efectivo cerca del río Meramec, aunque el FBI más tarde rastrearía aquella zona en vano.
- Las maletas en posesión de Hall durante su arresto no fueron traídas al 11.º District Precinct Station (los oficiales que lo arrestaron, el teniente Louis Ira Shoulders y el patrullero Elmer Dolan, fueron subsecuentemente acusados federalmente de perjurio).[6]
- El dinero cayó en manos de mafiosos o fue escondido en las paredes del motel, aunque la demolición en 1995 del Coral Court Motel no descubrió nada.[7]